# دوشیزه شرلوک
دوشیزه شرلوک (به ژاپنی: ミス・シャーロック Miss Sherlock) اقتباسی است به رهبر-زن از سر آرتور کانن دویل از داستان‌های پلیسی سرگذشت داستانی شرلوک هلمز. این فیلم یک تولید مشترک اچ‌بی‌او آسیا و هولو ژاپن است. هر دو شخصیت اصلی ،شرلوک هلمز و دکتر واتسن، توسط زنان، یوکو تاکه‌اوچی و شیهوری کانجییا بازی می‌شوند. این اولین سریال اصلی است که یک زن را به عنوان کارآگاه هولمز مانند بازی می‌کند.